# 日本の企業一覧 (化学)
日本の企業一覧(化学)（にほんのきぎょういちらん かがく）は、「証券コード協議会」が定める業種区分に基づき「化学」とされる日本の企業の一覧。

## ア行
- アース製薬（東証プライム・4985）
- artience（東証プライム・4634）（旧：東洋インキSCホールディングス）
  - 東洋インキ
  - トーヨーケム
  - トーヨーカラー
- I-ne（東証プライム・4933）
- アイカ工業（東証プライム・4206）
- アイビー化粧品（東証スタンダード・4918）
- アキレス（東証プライム・5142）
- アクシージア（東証プライム・4936）
- アグロ カネショウ（東証スタンダード・4955）
- 旭化学工業（東証スタンダード・7928）
- 旭化成（東証プライム・3407）
- ADEKA（東証プライム・4401）
- 旭有機材（東証プライム・4216）（旧：旭有機材工業）
- アサヒペン（東証スタンダード・4623）
- アジュバンホールディングス（東証スタンダード・4929）
- アテクト（東証スタンダード・4241）
- アテナ工業（JASDAQ・7890）
- アトミクス（東証スタンダード・4625）
- 荒川化学工業（東証プライム・4968）
- 有沢製作所（東証プライム・5208）
- アルマード（東証スタンダード・4932）
- イサム塗料（東証スタンダード・4624）
- 石原産業（東証プライム・4028）
  - 富士チタン工業（東証2・4077）
- 石原ケミカル（東証プライム・4462）（旧：石原薬品）
- 伊勢化学工業（東証スタンダード・4107）
- イチネンケミカルズ
- 上村工業（東証スタンダード・4966）
- ウェーブロックホールディングス（東証スタンダード・7940）
- UBE（東証プライム・4208）（旧：宇部興産）
  - UMG ABS
  - 宇部エクシモ
  - 宇部フィルム
- ウルトラファブリックス・ホールディングス（東証スタンダード・4235）（旧：第一化成）
  - 第一化成
- エア・ウォーター（東証プライム・4088）
  - タテホ化学工業（大証1・4104）
  - 川崎化成工業（東証2・4117）→エア・ウォーター・パフォーマンスケミカル
- 永大化工（東証スタンダード・7877）
- AGC（東証プライム・5201）（旧：旭硝子）
- エスケー化研（東証スタンダード・4628）
- エス・ディー・エス バイオテック（東証2・4952）
- エステー（東証プライム・4951）
- エヌ・イー ケムキャット（JASDAQ・4106）
- NSファーファ・ジャパン
- エフエムジー&ミッション（JASDAQ・4915）（旧：エイボン・プロダクツ）
- エフピコ（東証プライム・7947）
- OATアグリオ（東証スタンダード・4979）
- 大倉工業（東証プライム・4221）
- 大阪ソーダ（東証プライム・4046）
- 大阪有機化学工業（東証プライム・4187）
- 大阪油化工業（東証スタンダード・4124)
- 小野産業（JASDAQ・7858）
- 小野田化学工業

## カ行
- カーリットホールディングス（東証プライム・4275）
  - 日本カーリット（東証1・4271）
- 花王（東証プライム・4452）
- カネカ（東証プライム・4118）
  - セメダイン（東証スタンダード・4099）
- 川上塗料（東証スタンダード・4616）
- 川口化学工業（東証スタンダード・4361）
- 関西ペイント（東証プライム・4613）
- 関東化学
- 関東電化工業（東証プライム・4047）
- 北の達人コーポレーション（東証プライム・2930）
- キミカ
- きもと（東証スタンダード・7908）
- 牛乳石鹸共進社
- 協友アグリ（旧：八洲化学工業）
- 共和レザー（東証スタンダード・3553）
  - 共和ライフテクノ（旧：ナンカイテクナート / 日本グラビヤ工業 / キョーレ）
- クミアイ化学工業（東証プライム・4996）
- クラシエホールディングス
- クラスターテクノロジー（東証グロース・4240）
- グラフィコ（東証スタンダード・4930）
- クラレ（東証プライム・3405）
- クレハ（東証プライム・4023）
- 群栄化学工業（東証プライム・4229）
- KHネオケム（東証プライム・4189）
- 恵和（東証プライム・4251）
- ケミプロ化成（東証スタンダード・4960）
- 高圧ガス工業（東証プライム・4097）
- 広栄化学（東証スタンダード・4367）（旧：広栄化学工業）
- 互応化学工業（東証スタンダード・4962）
- コージンバイオ（東証グロース・177A）
- コーセー（東証プライム・4922）
- コタ（東証プライム・4923）
- 児玉化学工業（東証スタンダード・4222）
- コニカミノルタ（東証プライム・4902）（旧：コニカミノルタホールディングス / コニカ / ミノルタ）
- コニシ（東証プライム・4956）
- 小林製薬（東証プライム・4967）

## サ行
- 堺化学工業（東証プライム・4078）
- サカタインクス（東証プライム・4633）
- ZACROS（東証プライム・7917）
- サンエー化研（東証スタンダード・4234）
- サンケイ化学（福証・4995）
- 三光合成（東証プライム・7888）
- サンスター （大証1・4913）
- 三洋化成工業（東証プライム・4471）
- 三和油化工業（東証スタンダード・4125）
- シーアイ化成（東証1・7909） → タキロンシーアイ
- シーシーアイ
- シーボン（東証スタンダード・4926）
- シーズ・ホールディングス（東証1・4924）
  - ドクターシーラボ
- JSP（東証プライム・7942）
- JSR（東証プライム・4185）
- JCU（東証プライム・4975）
- 四国化成ホールディングス（東証プライム・4099）
- 資生堂（東証プライム・4911）
- ショーエイコーポレーション（東証スタンダード・9385）
- 昭和化学工業（東証スタンダード・4990）
- 昭和興産
- 昭和電工 → レゾナック・ホールディングス
- 昭和薬品化工
- 純正化学
- 信越化学工業（東証プライム・4063）
- 信越ポリマー（東証プライム・7970）
- 新輝合成（JASDAQ・7929）
- 神東塗料（東証スタンダード・4615）
- 新日本製薬（東証プライム・4931）
- 新日本理化（東証スタンダード・4406）
- シンロイヒ
- スガイ化学工業（東証スタンダード・4120）
- ステラケミファ（東証プライム・4109）
- 住友化学（東証プライム・4005）
  - 住化武田アグロ製造 → 住化アグロ製造
  - 住化タケダ園芸 → 住友化学園芸
- 住友精化（東証プライム・4008）
- 住友ベークライト（東証プライム・4203）
- スルガ → レック
- 星光PMC（東証プライム・4963）
- 積水化学工業（東証プライム・4204）
- 積水化成品工業（東証プライム・4228）
- 積水樹脂（東証プライム・4212）
- セントラル硝子（東証プライム・4044）
- 綜研化学（東証スタンダード・4972）
- 双龍
- 素数
- 曽田香料（JASDAQ・4965）
- ソフト99コーポレーション（東証スタンダード・4464）

## タ行
- 第一稀元素化学工業（東証プライム・4082）
- 第一工業製薬（東証プライム・4461）
- タイガースポリマー（東証スタンダード・4231）
- ダイキアクシス（東証スタンダード・4245）
- ダイキョーニシカワ（東証プライム・4246）
- 大伸化学（東証スタンダード・4629）
- 大成ラミックグループ（東証スタンダード・4994）
  - 大成ラミック
  - DANGANフィルム
- ダイセル（東証プライム・4202）（旧：ダイセル化学工業）
- 大東化学
- ダイトーケミックス（東証スタンダード・4366）
- 大日精化工業（東証プライム・4116）
- 大日本塗料（東証プライム・4611）
- 大八化学工業
- 太平化学製品
- 太陽ホールディングス（東証プライム・4626）（旧：太陽インキ製造）
  - 太陽インキ製造
  - 太陽ファインケミカル
  - 太陽グリーンエナジー
- ダウ・ケミカル
- 田岡化学工業（東証スタンダード・4113）
- タカギセイコー（東証スタンダード・4242）
- 高砂香料工業（東証プライム・4914）
- タカラバイオ（東証プライム・4974）
- 多木化学（東証プライム・4025）
- タキロンシーアイ（東証プライム・4215）（旧：タキロン）
- 竹本容器（東証スタンダード・4248）
- 田中化学研究所（東証スタンダード・4080）
- チタン工業（東証スタンダード・4098）
- チッソ（GSオーディナリー・4006）
- 中央化学（東証スタンダード・7895）
- 中国塗料（東証プライム・4617）
- T&K TOKA（東証プライム・4636）
- テイカ（東証プライム・4027）
- 帝人（東証プライム・3401）
- DIC（東証プライム・4631）
- デクセリアルズ（東証プライム・4980）
- 寺岡製作所（東証スタンダード・4987）
- 寺田紡績（大証2・3128）
- デンカ（東証プライム・4061)
- デンツプライ三金
- 天昇電気工業（東証スタンダード・6776）
- 天馬（東証プライム・7958）
- 東亞合成（東証プライム・4045）
  - アロン化成（東証1・7882）
- 東京インキ（東証スタンダード・4635）
- 東京応化工業（東証プライム・4186）
- 東ソー（東証プライム・4042）
- 東邦アセチレン（東証プライム・4093）
- 東邦化学工業（東証スタンダード・4409）
- 東洋合成工業（東証スタンダード・4970）
- 東洋ドライルーブ（東証スタンダード・4976）
- 東洋平成ポリマー
- 東リ（東証スタンダード・7971）
- トクヤマ（東証プライム・4043）
- 戸田工業（東証スタンダード・4100）
- トモノアグリカ[注 1]
- トリケミカル研究所（東証プライム・4369）

## ナ行
- 中本アドバンストフィルム（東証スタンダード・7899）（旧：MICS化学）
- ナトコ（東証スタンダード・4627）
- 南海化学（東証スタンダード・4040）
- 南部化成（JASDAQ・7880）
- ニイタカ（東証スタンダード・4465）
- 日亜化学工業
- ニチバン（東証プライム・4218）
- 日油（東証プライム・4403）
  - 日油技研工業（JASDAQ・4961）
- 日華化学（東証スタンダード・4463）
- ニックス (神奈川県)（東証スタンダード・4243）
- 日産化学（東証プライム・4021）（旧：日産化学工業）
- 新田ゼラチン（東証スタンダード・4977）
- 日鉄ケミカル&マテリアル（東証1・4363）（旧：新日鉄住金化学）
- 日東エフシー（東証1・4033）
- 日東電工（東証プライム・6988）
- ニットーパック
- 日本液炭
- 日本カーバイド工業（東証プライム・4064）
- 日本化学工業（東証プライム・4092）
- 日本化学産業（東証スタンダード・4094）
- 日本化薬（東証プライム・4272）
- 日本高純度化学（東証プライム・4973）
- 日本色材工業研究所（東証スタンダード・4920）
- 日本触媒（東証プライム・4114）
- 日本精化（東証プライム・4362）
- 日本ゼオン（東証プライム・4205）
  - トウペ（東証1・4614）
- 日本曹達（東証プライム・4041）
- 日本デコラックス（名証メイン・7950）
- 日本特殊塗料（東証スタンダード・4619）
- 日本農薬（東証プライム・4997）
- 日本パーカライジング（東証プライム・4095）
- 日本バルカー工業→バルカー
- 日本ピグメントホールディングス（東証スタンダード・4119）
  - 日本ピグメント
  - PLASiST
- 日本ペイントホールディングス（東証プライム・4612）
  - 日本ペイント
- 日本マタイ（東証1・8042）
- 日本ユピカ（JASDAQ・7891）
- ニフコ（東証プライム・7988）
- 根本特殊化学
- ノエビアホールディングス（東証プライム・4928）
  - ノエビア（東証2・4916）

## ハ行
- パーカーコーポレーション（東証スタンダード・9845）
- ハーバー研究所（東証スタンダード・4925）
- 長谷川香料（東証プライム・4958）
- ハリマ化成グループ（東証プライム・4410）
  - ハリマ化成
- バルカー（東証プライム・7995）（旧：日本バルカー工業）
- 東山フイルム（JASDAQ・4244）
- 日之出化学工業
- ファンケル（東証プライム・4921）
- フクビ化学工業（東証スタンダード・7871）
- 藤倉化成（東証スタンダード・4620）
- 富士フイルムホールディングス（東証プライム・4901）
  - 富士フイルム
    - 富士フイルム和光純薬
- フジプレアム（東証スタンダード・4237）
- 扶桑化学工業（東証プライム・4368）
- フマキラー（東証スタンダード・4998）
- プラス・テク（GSオーディナリー・4219）
- プレミアアンチエイジング（東証グロース・4934）
- プロクター・アンド・ギャンブル
- 北興化学工業（東証スタンダード・4992）
- ホソカワミクロン
- 細谷火工（東証スタンダード・4274）
- 保土谷化学工業（東証プライム・4112）
- ポバール興業（東証スタンダード・4247）
- ポーラ・オルビスホールディングス（東証プライム・4927）
  - ポーラ（旧：ポーラ化粧品本舗）
  - オルビス
- ポラテクノ（JASDAQ・4239）
- 本州化学工業（東証2・4115）

## マ行
- 前澤化成工業（東証プライム・7925）
- 松本油脂製薬（東証スタンダード・4365）
- マナック・ケミカル・パートナーズ（東証スタンダード・4360）
  - マナック（東証2・4364）
- 丸尾カルシウム（東証スタンダード・4102）
- 丸善石油化学
- 丸東産業（福証・7894）
- マンダム（東証プライム・4917）
- 三井化学（東証プライム・4183）
  - 三井化学東セロ
    - 四国トーセロ

  - 山本化成（大証2・4123）
- 三菱ケミカルグループ（東証プライム・4188)（旧：三菱ケミカルホールディングス）
  - 三菱ケミカル（旧：三菱化学 / 三菱樹脂 / 三菱レイヨン）
    - 日本ポリケム
      - 日本ポリエチレン[注 2]
      - 日本ポリプロ[注 3]

  - 日本酸素ホールディングス（東証プライム・4091）（旧：大陽日酸）
    - 大陽日酸
- 三菱瓦斯化学（東証プライム・4182）
- 未来工業（東証プライム・7931）
- ミライアル（東証スタンダード・4238）
- ミルボン（東証プライム・4919）
- ムトー精工（東証スタンダード・7927）
- メック（東証プライム・4971）
- メルテックス（JASDAQ・4105）
- 森六ホールディングス（東証プライム・4249）
  - 森六ケミカルズ

## ヤ行
- ヤスハラケミカル（東証スタンダード・4957）
- ヤマト・インダストリー（東証スタンダード・7886）
- ユシロ化学工業（東証スタンダード・5013）
- ユニオンペイント（JASDAQ・4622）
- ユニ・チャーム（東証プライム・8113）
- ユニリーバ・ジャパン
- ユーホーケミカル（GSエマージング・4411）

## ラ行
- ライオン (企業)（東証プライム・4912）
- RIZAPグループ（札証アンビシャス・2928）（旧：健康コーポレーション(3代)）
  - 健康コーポレーション(4代)
- ラサ工業（東証プライム・4022）
- リケンテクノス（東証プライム・4220）
- リップス (化粧品メーカー)（東証グロース・373A）
- リベルタ (企業)（東証スタンダード・4935）
- リンレイ
- レキットベンキーザー・ジャパン
- レゾナック・ホールディングス（東証プライム・4004）（旧：昭和電工）
  - レゾナック（東証1・4217）（旧：昭和電工マテリアルズ ← 日立化成 ← 日立化成工業）
    - 日立化成フィルムテック → 日立化成 → 昭和電工マテリアルズ → レゾナック
    - 日立化成ポリマー → 日立化成 → 昭和電工マテリアルズ → レゾナック

  - レゾナック・ガスプロダクツ（旧：昭和電工ガスプロダクツ）
    - 昭和炭酸（東証2・4096） → 昭和電工ガスプロダクツ → レゾナック・ガスプロダクツ

  - 昭和高分子（東証1・4214） → 昭和電工 → レゾナック・ホールディングス
  - 日本ポリオレフィン[注 4]
- レック (企業)（東証プライム・7874）
- ロックペイント（東証スタンダード・4621）
- ロンシール工業（東証スタンダード・4224）

## ワ行
- Waqoo（東証グロース・4937）